# Tattebierg
Tattebierg är en kulle i Luxemburg. Den ligger i kommunen Dudelange, i den södra delen av landet, 15 kilometer söder om staden Luxemburg. Toppen på Tattebierg är 358 meter över havet.